# Doumba
Doumba est une localité et une commune rurale du Mali de l'arrondissement de Koula, dans le cercle et la région de Koulikoro.

## Villages
La commune s'étend sur 6 localités relevées lors du recensement général de 2009. 
Les villages les plus peuplés sont :
- Doumba (2 293 habitants) ;
- Fani (1 785 habitants) ;
- Sinzani (1 192 habitants).